# كورنيش القواسم
على طول 3 كيلومترات، يمتد كورنيش القواسم، الذي استقطب مواطني رأس الخيمة ومقيميها والسياح، بعد أن تحول إلى المتنفس الذي يجمع بين خضرة الزراعة وزرقة البحر، بوجود المطاعم العالمية، التي تقدم خدماتها في أجواء مختلفة، وبين الأشجار المحلية التي تقف شامخة أمام نسيم البحر وزرقته
شهد كورنيش القواسم في عام 2009 مهرجان «ستون من ذهب لصقر العرب» الذي نظم احتفالاً بمناسبة الذكرى الستين لتولي الشيخ صقر بن محمد القاسمي مقاليد الحكم.
لى الضفة الأخرى للخور، يقع المنار مول أحد أبرز المراكز التجارية، كذلك يقع راك مول في الحد الجنوبي من الخور، ويقابله من الضفة الأخرى فندق هيلتون، كما يقع مركز وزارة الثقافة والشباب وتنمية المجتمع على أحد ضفاف الخور، واستغل بعض الشباب أماكن مباشرة على الخور لإقامة المقاهي الشعبية بديكورات تراثية، استقطبت الكثير من السياح وزوار المنطقة

## الهوامش
1. ↑  كورنيش القواسم مساحة المرح والانطلاق نسخة محفوظة 05 يونيو 2017 على موقع واي باك مشين.